# 김대중평화센터
김대중평화센터는 김대중이 만든 대한민국의 비영리단체이다. 남한과 북한의 화해·협력, 한반도를 위시한 동북아시아 및 세계 평화의 증진과 빈곤 퇴치 등을 위한 활동 및 지원을 위해 만들어졌다. 1994년 '아시아태평양평화재단'으로 출범하였고 2005년 '김대중평화센터'로 재편되었다.